# ایم جونگ اون
ایم جونگ اون (کره‌ای: 임정은؛ زادهٔ ۳۱ مارس ۱۹۸۱) بازیگر اهل کره جنوبی است. او به خاطر ایفای نقش در سرزمین بادها و مرد استوایی شناخته می‌شود.